# Pistolet maszynowy LF 57
LF 57 – włoski pistolet maszynowy kalibru 9 × 19 mm Parabellum skonstruowany i produkowany w firmie Luigi Franchi. 
Pierwszy prototyp tej broni powstał w 1956 roku (LF 56). W następnym roku rozpoczęto produkcję seryjną dopracowanego modelu oznaczonego jako LF 57. W 1962 roku kilka tysięcy pistoletów maszynowych LF 57 zakupiła włoska żandarmeria. W tym samym roku powstała samopowtarzalna wersja z lufą długości 406 mm (Police Model 1962) opracowana specjalnie na rynek amerykański.

## Opis techniczny
Pistolet maszynowy LF 57 działa na zasadzie odrzutu zamka swobodnego. Zamek w kształcie odwróconej litery „L” (dłuższe ramię znajduje się nad lufą), z nieruchomą iglicą. LF 57 strzela z zamka otwartego, mechanizm spustowy bez przerywacza umożliwia strzelanie wyłącznie seriami. Jedynym bezpiecznikiem jest samoczynny bezpiecznik umieszczony z przodu chwytu, wyłączany po mocnym ujęciu chwytu dłonią. Komora zamkowa tłoczona z blachy. Zasilanie z magazynków o pojemności 40 naboi. Kolba składana na lewą stronę komory zamkowej.